# HD 166620
HD 166620，又名BD+38 3095，SAO 66700、HR 6806，是一颗恒星，视星等为6.4，位于銀經65.34，銀緯24.21，其B1900.0坐标为赤經18h 6m 18.7s，赤緯+38° 24.21′ 5″。